# روسانا روساندا
روسانا روساندا (23 أبريل 1924 - 20 سبتمبر 2020)، هي سياسية إيطالية يسارية وصحفية وناشطة نسوية.

## روابط خارجية
- الطبقة والحزب
- ماركسية ماو
- المثقفون الثوريون والاتحاد السوفيتي
- الممارسة السياسية لسارتر